# Маргарити
Маргарити е село в Теспротия, Епир, Гърция, част от дем Игуменица.
Етимологията му е по цветето Маргарита (на гръцки: Μαργαρίτα), за което е известно че расте в огромни количества в района около долината на Маргарити.
През февруари 1913 г. Маргарити е превзето от гръцката армия по време на Балканските войни и присъединено към Кралство Гърция по силата на Лондонския договор. След гръцката инвазия в рейона, всички старейшини на селото и от региона се събират и заявяват, че ще се противопоставят на включването на района в Гърция. По това време градчето има смесено население от гъркомани и чами. Чамите са окончателното експулсирани след края на ВСВ заради колаборационизъм с Вермахта.

Селото има богати историческо наследство от времето на османски Епир, когато цялата област е известна с името Чамерия.